# بيل ستيوارت (مدرب كرة القاعدة)
بيل ستيوارت (بالإنجليزية: Bill Stewart)‏ هو مدرب كرة القاعدة ‏ أمريكي، ولد في 20 سبتمبر 1894 في فيتشبورغ في الولايات المتحدة، وتوفي في 14 فبراير 1964 في بوسطن في الولايات المتحدة.

## وصلات خارجية
- بيل ستيوارت على موقعبيزبول رفرنس.كوم (الدوري الثانوي) (الإنجليزية)